# Bubalornis
Genre
Le genre Bubalornis regroupe deux espèces de passereaux appartenant à la famille des Ploceidae.

## Liste des espèces
D'après la classification de référence (version 6.4, 2016) du Congrès ornithologique international (ordre phylogénique) :
- Bubalornis albirostris – Alecto à bec blanc
- Bubalornis niger – Alecto à bec rouge